# オオミスジコウガイビル
オオミスジコウガイビル（Bipalium nobile）は、コウガイビルの一種。日本には本来分布していない外来種である。他に日本に定着している同属の外来種には、東南アジア原産のワタリコウガイビル（B. kewense）がいる。

## 分布
中国南部原産。
日本では、北海道（小樽市）・本州・四国・九州に定着している。1960年代末から東京周辺で目撃され始めた。1962年に皇居で見つかったのが日本で最初の発見例とされる説もある。

## 形態
体長は50cmから1mと非常に大型。背面は淡黄褐色で、縦に細く3本の線がある。腹面には2本の縦線がある。腹面の中央を走る白いところから粘液を出し、這い回る。体は柔らかく、引っ張ると伸びる。体は高い再生能力を持ち、これはおなじ扁形動物のプラナリアやその他のコウガイビルにも見られる特徴である。体を切断してもそれぞれの断片が各々動き出し、活動を始める。しかし、食事をした直後に体を切断すると切断面から自らの消化液が漏れて体を溶かしてしまい、ドロドロになってしまうこともある。

## 食性
コウガイビルの仲間に共通して肉食である。ナメクジやミミズが主食。ちなみにナメクジを食べるという点で益虫とみなされることもあるが見た目が気持ち悪いため不快害虫とされることもある。獲物を感知すると、腹部で獲物を包み込む。口は腹部にあり、そこから消化液を出して溶かして栄養を摂取する。

## 生息地
森林や林などのジメジメした岩陰に潜んでいる。雨上がりに地面を這っている様子も時々見られる。晴天時に干からびていることもある。風呂場での出現報告は多い。

## 参考画像

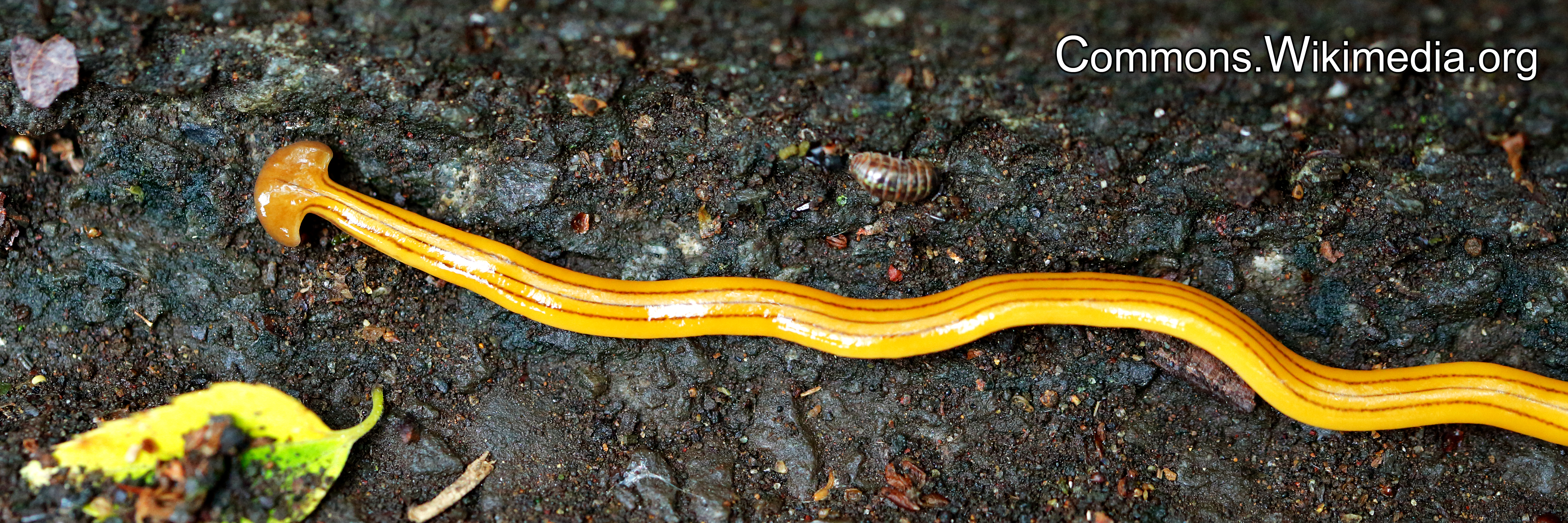
頭部周辺の外形
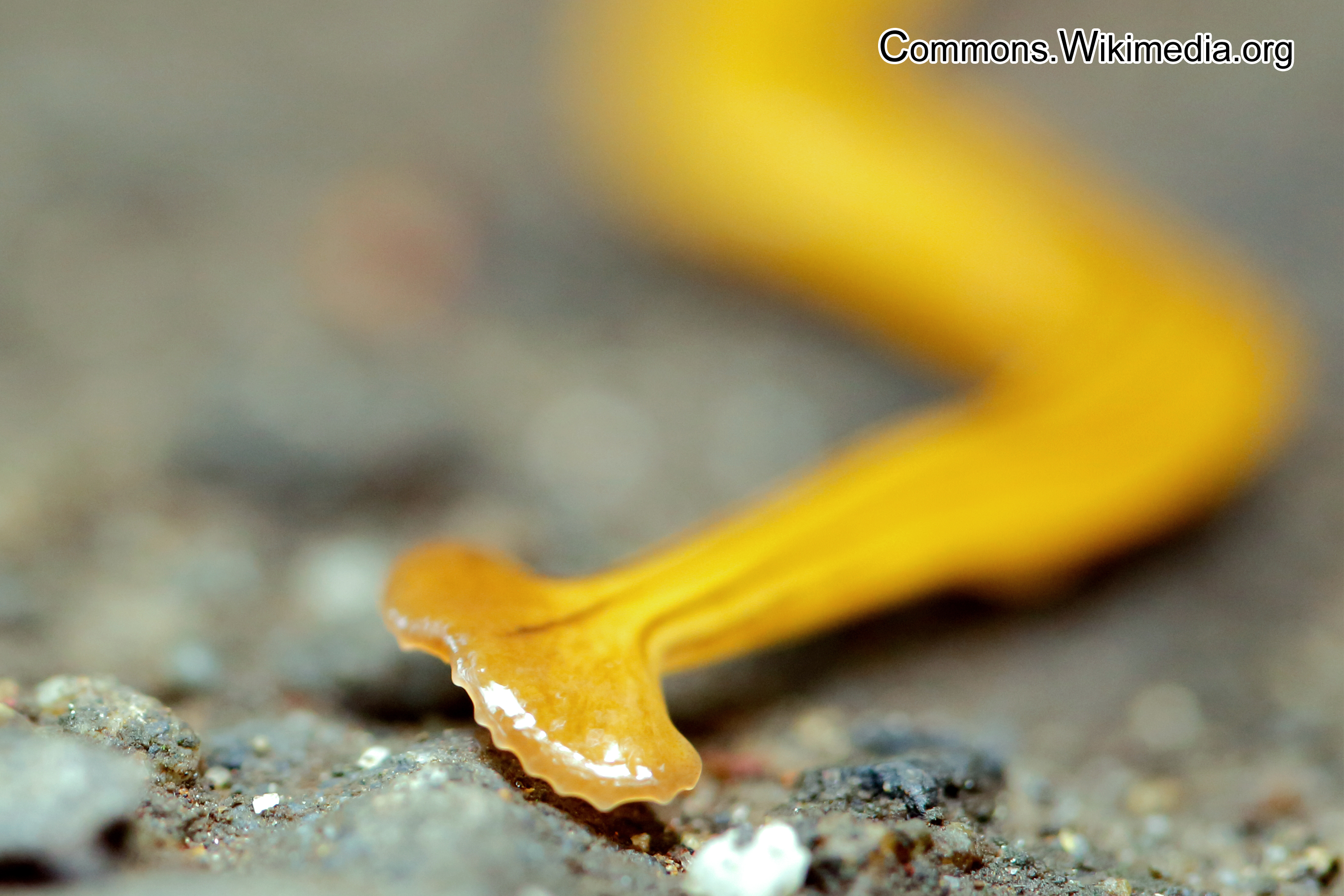
感覚器官である頭部は 波打たせることもできる